# Centro Latinoamericano de Economía Humana

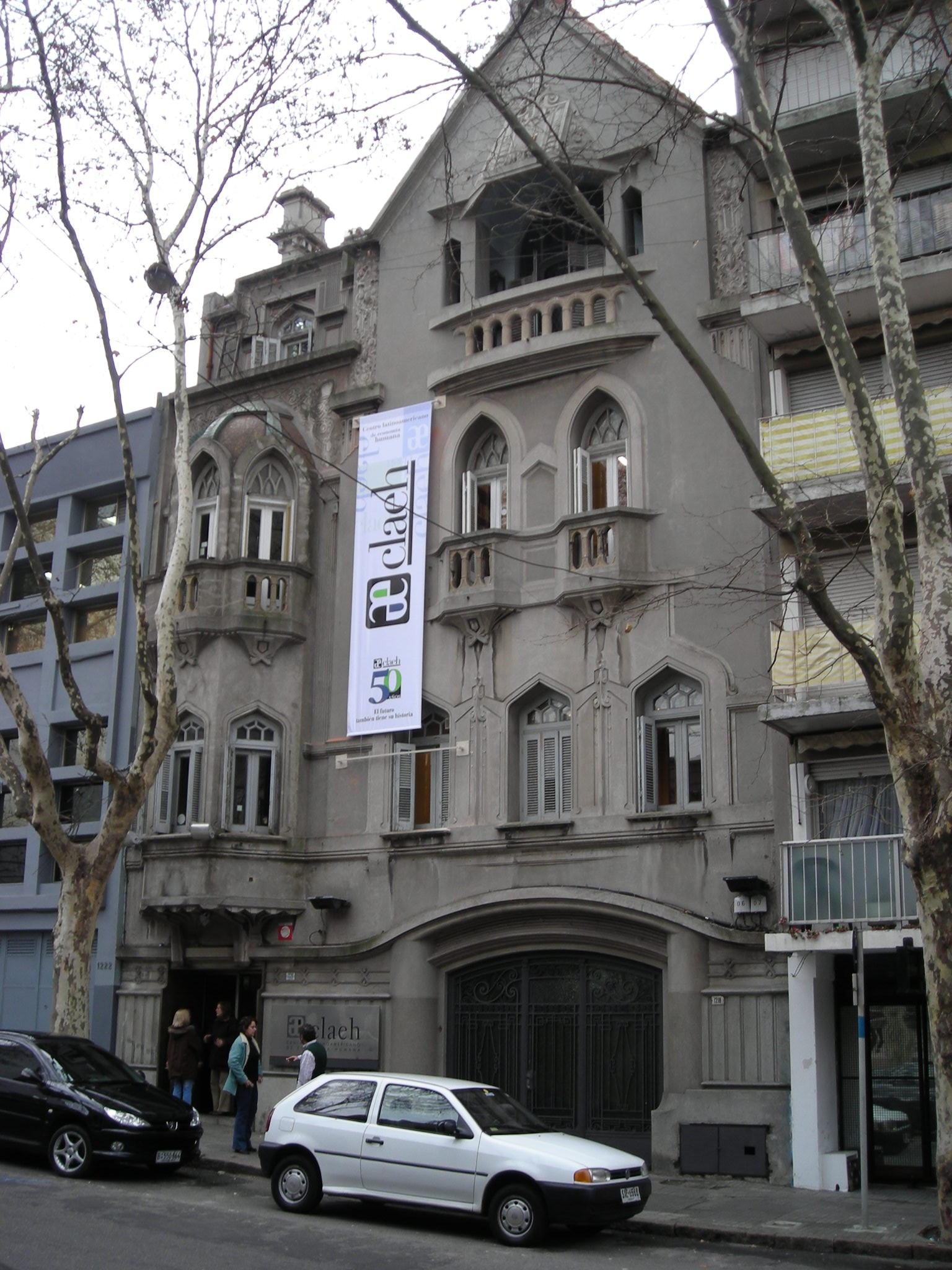
Casa Fein, Sitz des CLAEH in Montevideo

Das Centro Latinoamericano de Economía Humana (CLAEH) ist eine uruguayische Nichtregierungsorganisation. Sie ist eine gemeinnützige Organisation (Organización sin fines de lucro, OSFL).

## Entstehungsgeschichte
Eine Gruppe junger Personen gründete 1947 die Equipos del Bien Común und waren dabei von den Ideen Louis-Joseph Lebrets hinsichtlich Wirtschaft und Humanismus beeinflusst. Diese befassten sich dann zunächst mit der Analyse sozialer, gesellschaftlicher Realitäten, deren Ergebnis schließlich in der 1956 veröffentlichten Studie "La familia en Montevideo" niedergelegt wurden. Auf einem Treffen von ca. 100 Personen aus verschiedenen lateinamerikanischen Ländern im September 1957 in Montevideo wurde die CLAEH von den Mitgliedern der Equipos del Bien Común und solcher auf den gleichen Grundgedanken basierenden Gruppen aus Brasilien, Venezuela, Argentinien und Kolumbien gegründet. Es folgte 1958 die Herausgabe der Zeitschrift Cuadernos Latinoamericanos de Economía Humana, die sich mit sozialwissenschaftlichen Themen befasste und als sozialwissenschaftliche Pionier-Zeitschrift Uruguays gilt.

## Beschreibung
Das CLAEH, weder staatlich, parteilich, kirchlich oder anderweitig körperschaftlich gebunden, hat seinen Sitz in der uruguayischen Hauptstadt Montevideo und betreibt Zweigstellen in Punta del Este und Tacuarembó. Der Organisation ist ein 1997 gegründetes universitäres Institut angeschlossen, an dem 2011 in Punta del Este erstmals 29 Mediziner ihre im März 2006 begonnene Ausbildung abschlossen. CLAEH gehört einer von der Universität von Pennsylvania aufgestellten Rangliste aus dem Jahre 2009 zufolge zu den 25 führenden Think Tanks Lateinamerikas und der Karibik und ist damit neben der Centro de Estudio de la Realidad Económica y Social (CERES) eine von zwei uruguayischen Organisationen in dieser Liste.

## Vereinsorganisation
Der aus sieben Personen bestehende geschäftsführende Vorstand wurde im Zeitraum 2010 bis 2013 von dem Präsidenten Romeo Pérez und der Vize-Präsidentin María Elena Martínez angeführt. In der Periode 2013 bis 2016 hat nunmehr Adolfo Pérez Piera den Vorsitz inne, Vize-Präsident des nunmehr achtköpfigen Gremiums ist Romeo Pérez. Weitere Mitglieder sind unter anderem Pablo Mieres und Héctor Lescano. Leopoldo Font hat die Funktion es Generaldirektors inne, während Andrés Lalanne als Rektor, Néstor Da Costa als Akademischer Direktor und Daniel Acuña Balestra als Verwaltungsdirektor fungieren.

## Sonstiges
Anlässlich des 50. Jahrestags der Gründung des CLAEH gab die uruguayische Post am 4. September 2007 einen Sonderstempel heraus.